# Szojuz TM–23
Szojuz TM–23 a Szojuz–TM sorozatú orosz háromszemélyes szállító űrhajó űrrepülése volt. Ez volt a Mir űrállomáshoz indított, 25. személyzettel ellátott űrhajó.

## Küldetés
Feladata váltólegénységet szállítani a Mir-űrállomásra, a hosszútávú szolgálat folytatásához.

## Jellemzői
1996. február 21-én a bajkonuri űrrepülőtér indítóállomásról egy Szojuz–U juttatta Föld körüli, közeli körpályára. Az űrhajó tömege 7150 kg, teljes hossza 6,98 méter, maximális átmérője 2,72 m. Önálló repüléssel 14 napra, az űrállomáshoz csatolva 6 hónapra tervezték szolgálatát. Az orbitális egység pályája 88,6 perces, 51,6 fokos hajlásszögű, elliptikus pálya-perigeuma 202 km, apogeuma 240 km volt. Többszöri pályamódosítással két nap múlva, február 23-án megtörtént a dokkolás.
Szolgálati idejük alatt hat űrsétát végeztek (kutatás, anyagminták cseréje, telepítése, szerelés, SZTRELA teleszkóp telepítése; MSCA napenergia-egység; multispektrális szkenner; Ferma 3 vázszerkezet rögzítése), összesen 31 óra és 48 perces időtartamban. Az előírt kutatási, kísérleti program végrehajtása. Az M–31 teherűrhajó fogadása, kipakolása, hulladék bepakolása.
1996. szeptember 2-án Akmola városától 108 kilométerre, hagyományos – ejtőernyős – leereszkedési  technikával  ért Földet. Összesen 193 napot, 19 órát, 7 percet és 35 másodpercet töltött a világűrben. Föld körüli fordulatainak száma 3024.

## Személyzet

### Felszálláskor
- Jurij Ivanovics Onufrijenko kutatásért felelős parancsnok
- Jurij Vlagyimirovics Uszacsov fedélzeti mérnök

### Tartalék személyzet
- Vaszilij Vasziljevics Ciblijev parancsnok
- Alekszandr Ivanovics Lazutkin fedélzeti mérnök